# Philautus sahai
Philautus sahai är en groddjursart som beskrevs av Anurup Kumar Sarkar och Ray 2006. Philautus sahai ingår i släktet Philautus och familjen trädgrodor. Inga underarter finns listade i Catalogue of Life.